# NRK3
NRK3 ist das dritte Fernsehprogramm der staatlichen norwegischen Rundfunkgesellschaft NRK.
Das Programm nahm 2007 in Oslo den Sendebetrieb auf. Im ersten Quartal 2012 hatte NRK3 einen Marktanteil von 3,5 %
Schwerpunkt ist Unterhaltung für junge Erwachsene (ab 19 Uhr) und Kinder (als NRK Super von 7 bis 19 Uhr). Das Programm zeigt Serien wie Berlin, Berlin, Sugar Rush, Heroes und Third Watch sowie skandinavische Produktionen wie Topp 20 und Skam.

## Senderlogos

Logo von 2007 bis 2011
Logo des HD-Ablegers von 2010 bis 2011
Logo von 2011 bis 2024
Logo des HD-Ablegers von 2011 bis 2024
Logo seit 2024
Logo des Kinderprogramms NRK Super